# Satyrini
I Satyrini Boisduval, 1833, sono una tribù di lepidotteri Nymphalidae appartenenti alla sottofamiglia Satyrinae.

## Alcune specie

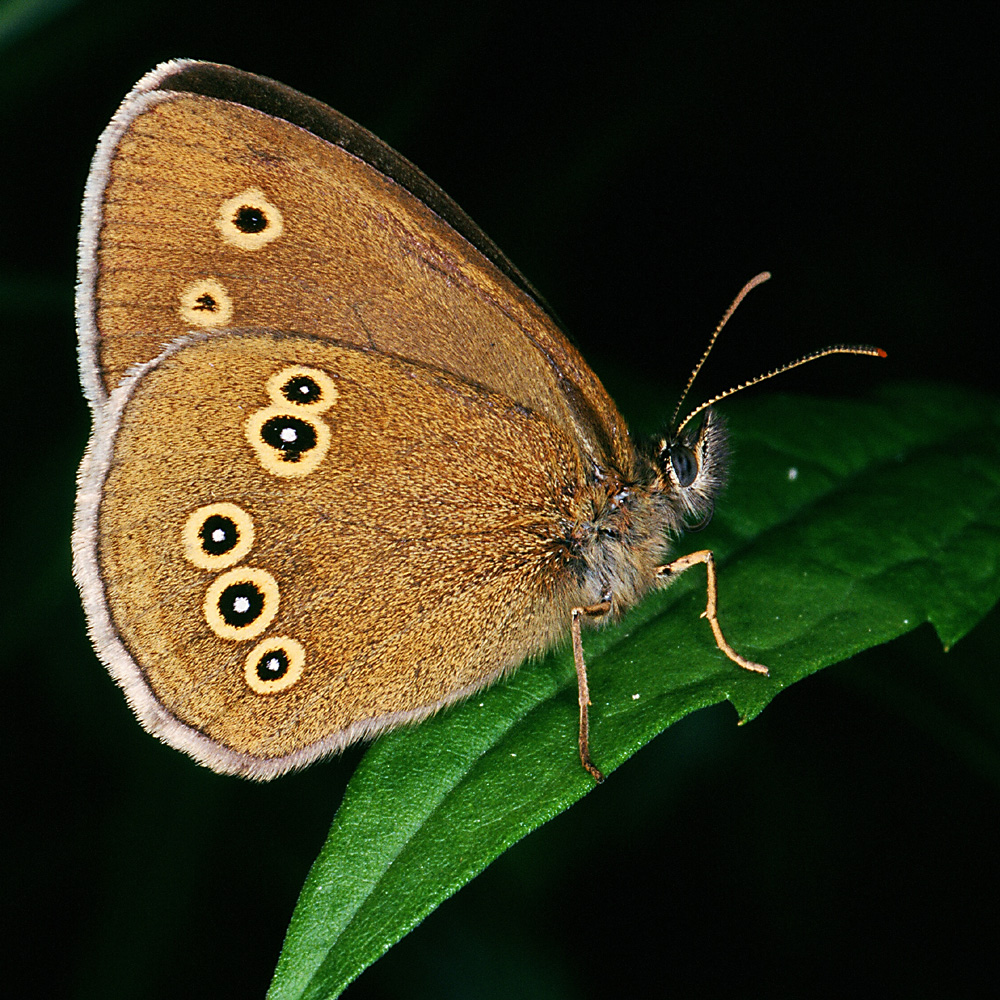
File:Aphantopus_hyperantus.2562.jpgAphantopus hyperantus (Maniolina)
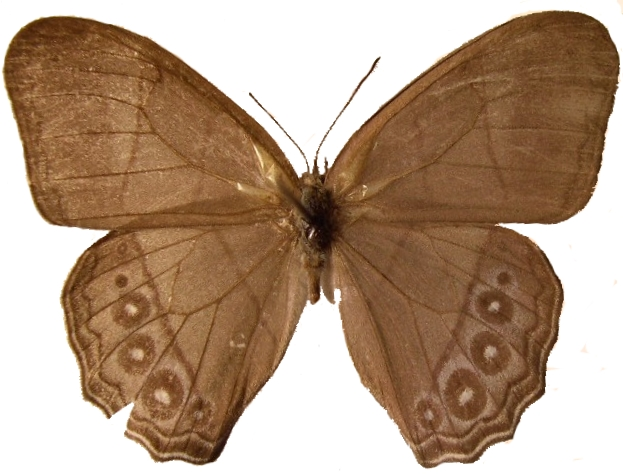
File:Archeuptychia_cluena-u.jpgArcheuptychia cluena (Euptychiina)
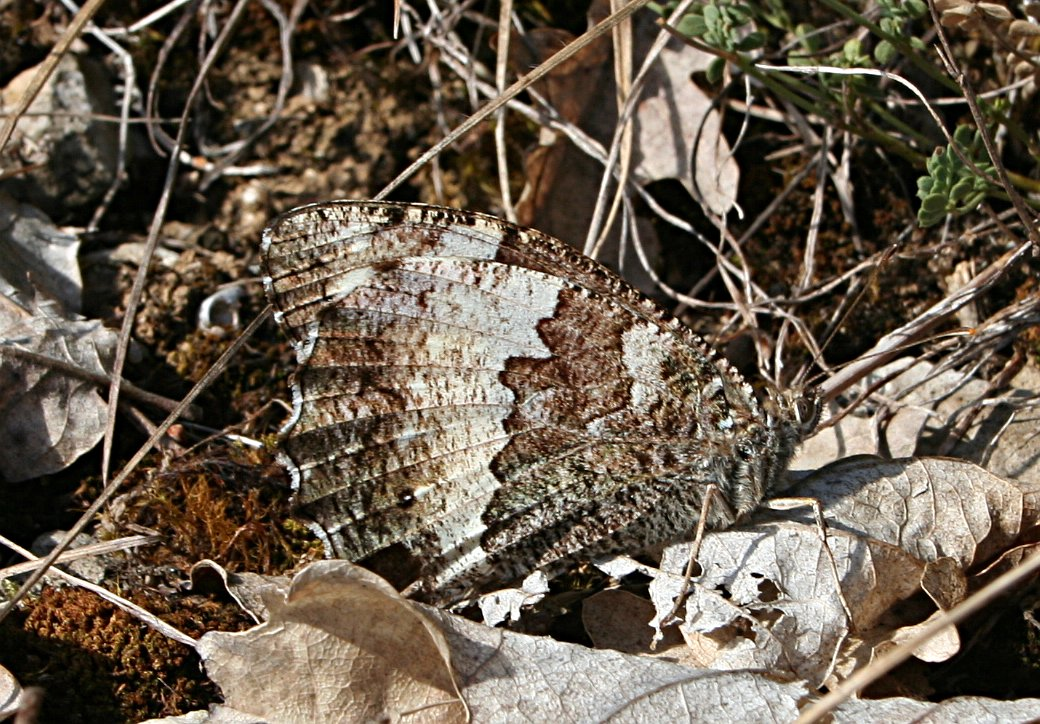
File:Brintesia_circe01.jpgBrintesia circe (Satyrina) Colorazione disruptiva
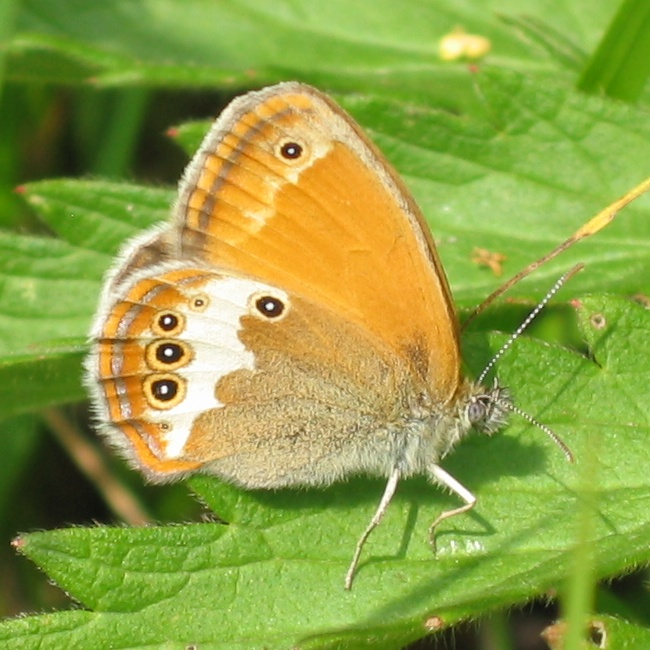
File:Coenonympha_arcania_(HS).jpgCoenonympha arcania (Coenonymphina)
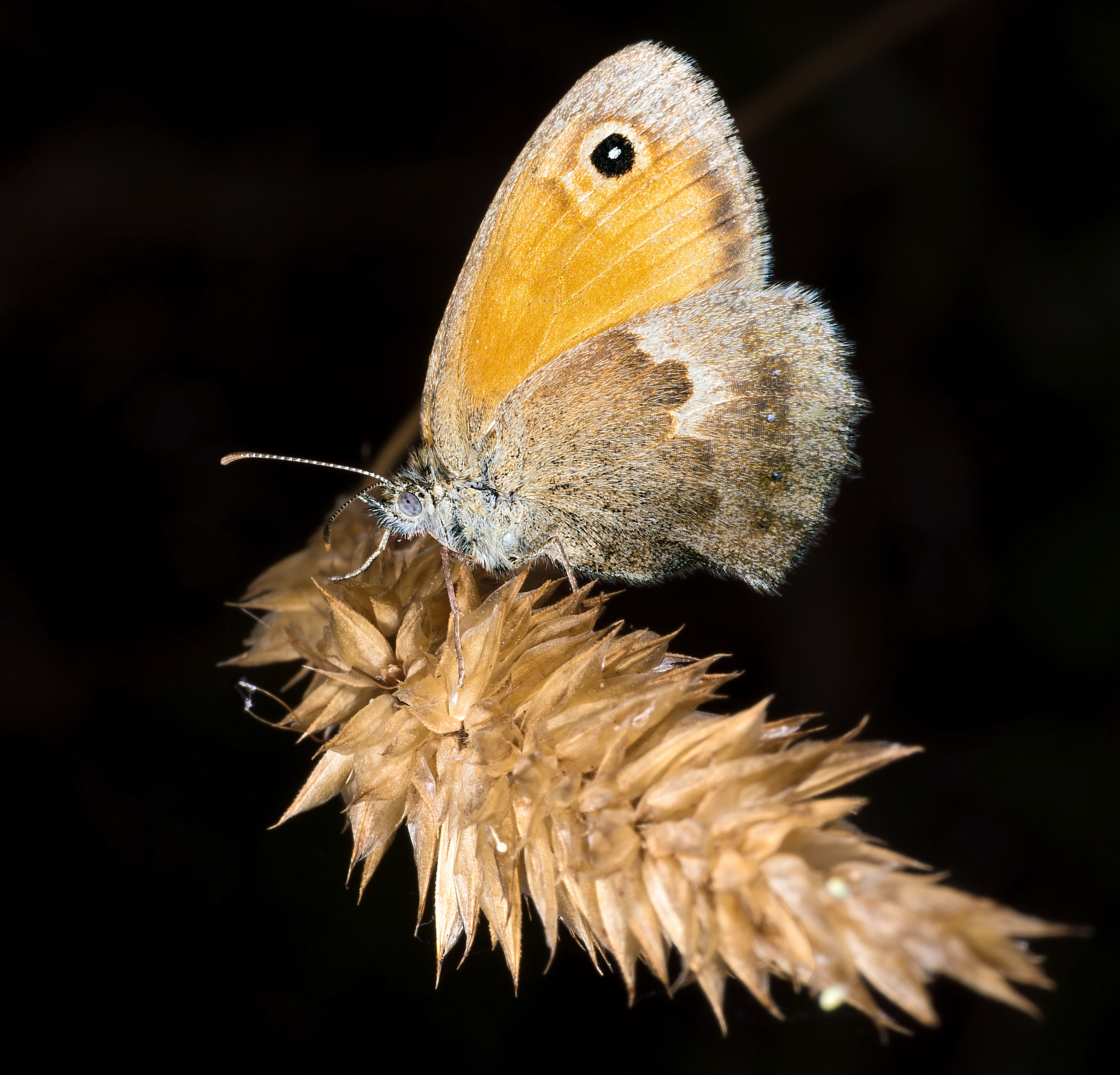
File:Coenonympha_pamphilus_MHNT.jpgCoenonympha pamphilius (Coenonymphina)
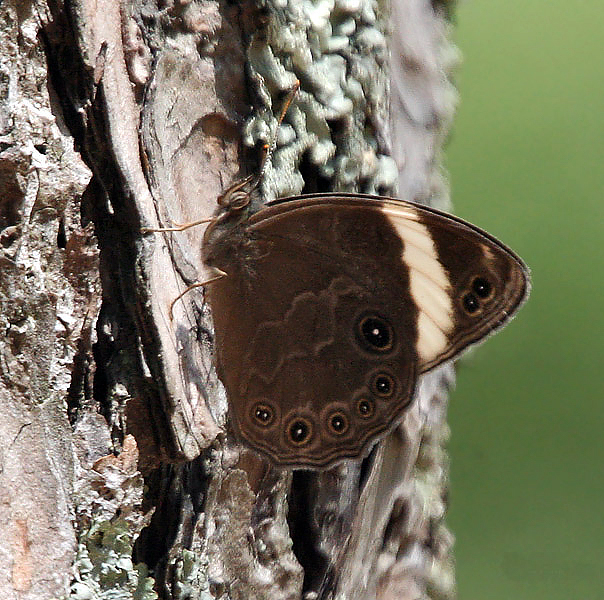
File:Banded_Tree_Brown_I_IMG_6373.jpgLethe verma (Lethina)
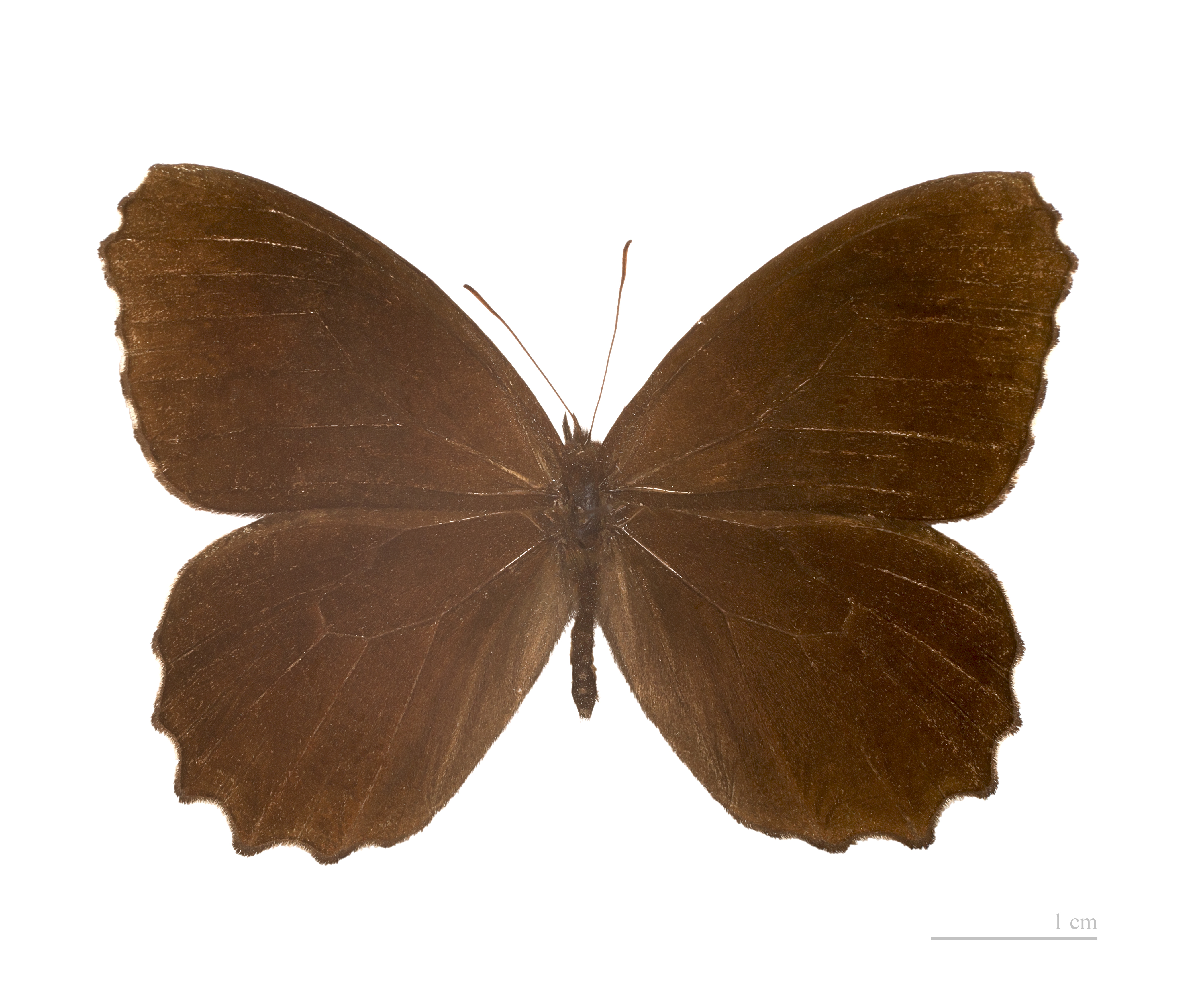
File:Pedaliodes_hewitsoni_MHNT_dos.jpgPedaliodes hewitsoni (Pronophilina)
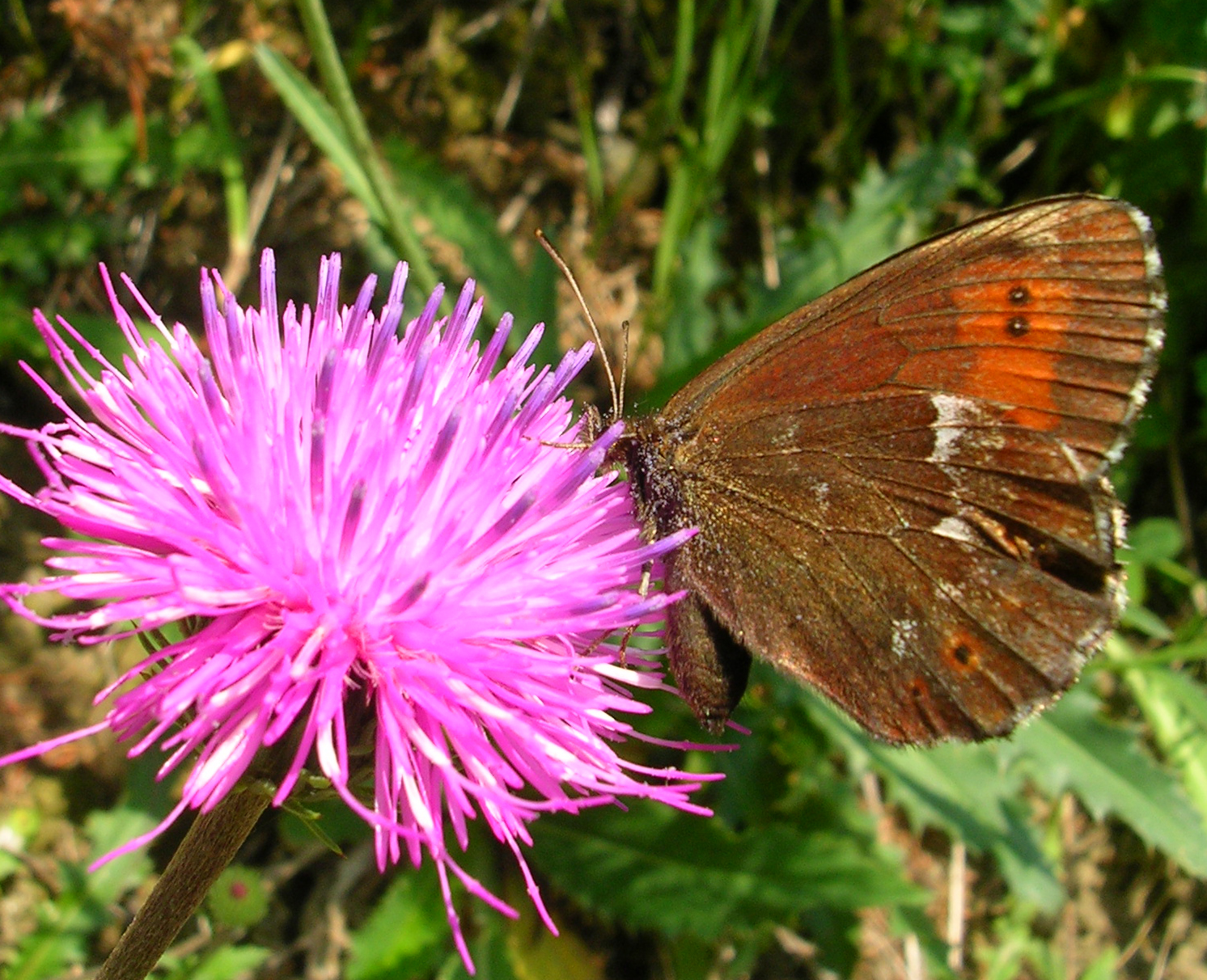
File:Erebia_euryale_220706.jpgErebia euryale (Erebiina)
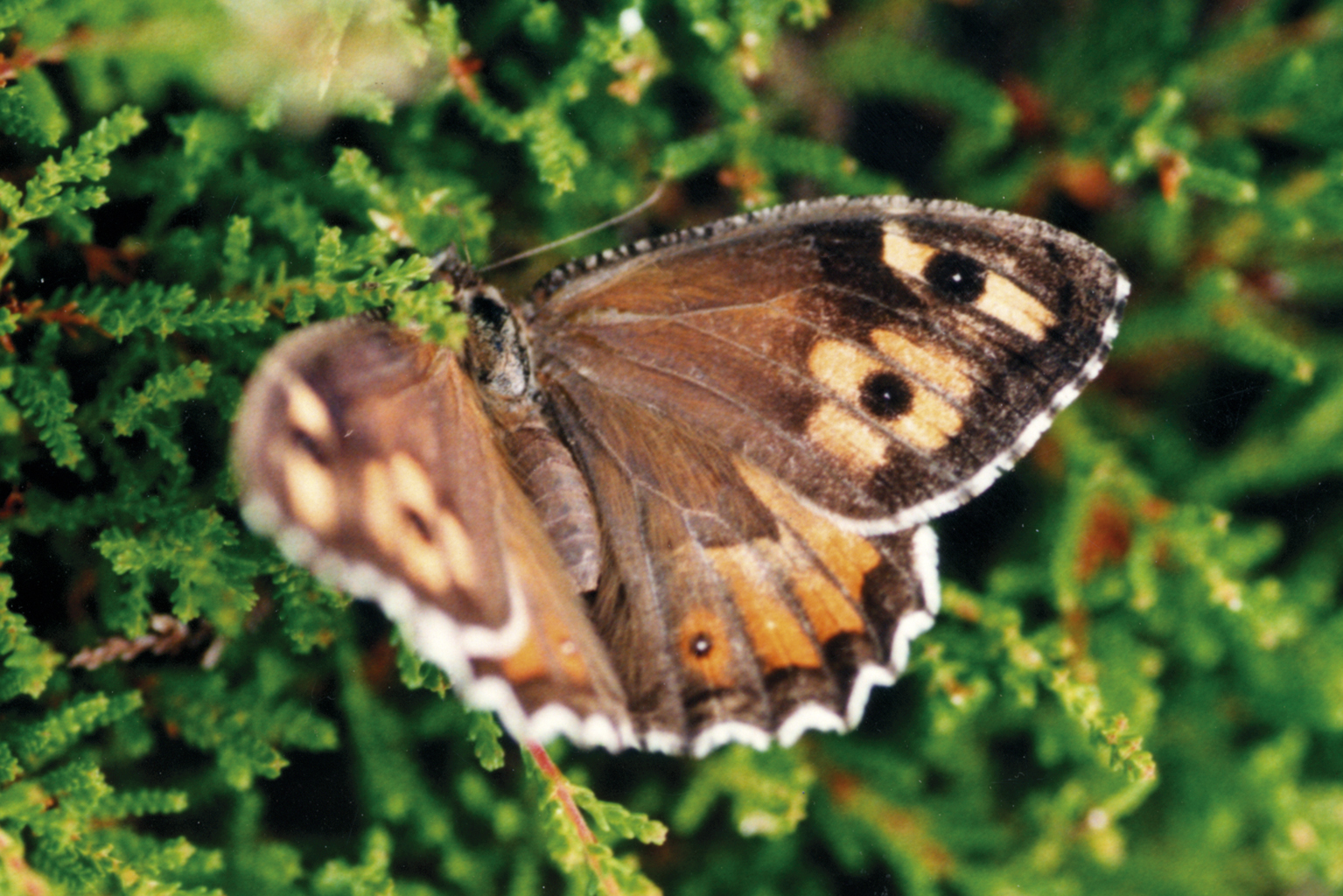
File:Hipparchia_semele.jpgHipparchia semele (Satyrina)
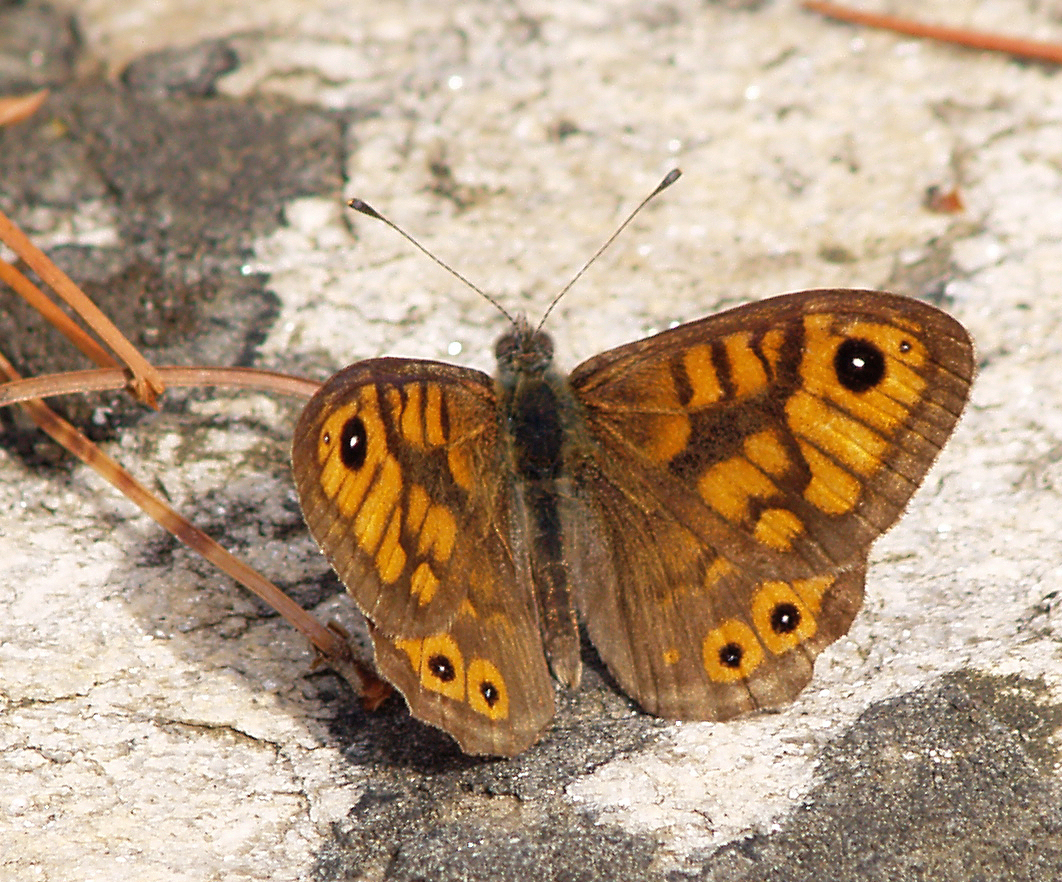
File:Lasiommata_megera_LC0066.jpgLasiommata megera (Parargina)
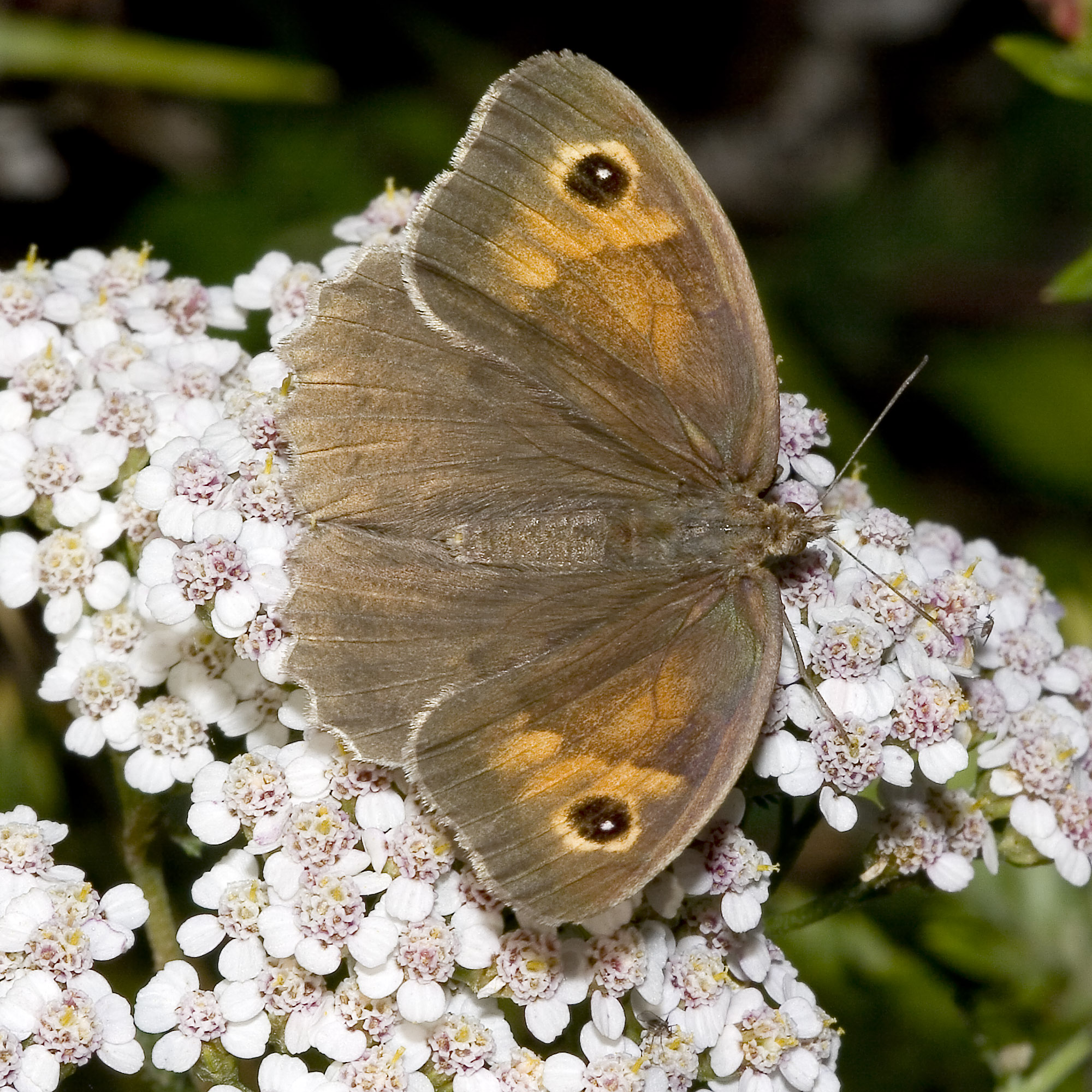
File:Maniola.jurtina.7019.jpgManiola jurtina (Maniolina)
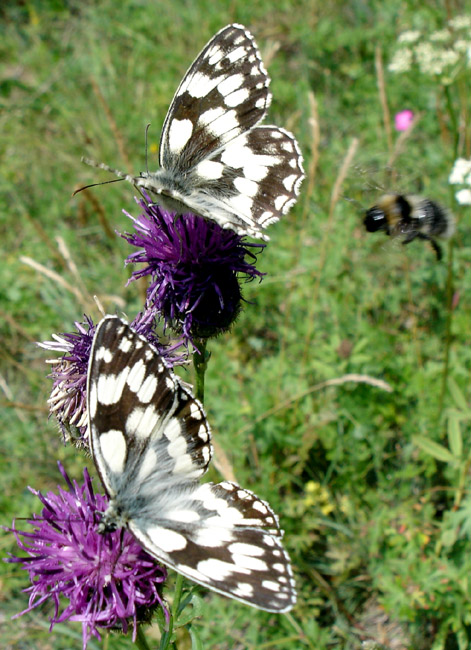
File:Melanargia_galathea1.jpgMelanargia galathea (Melanargiina)
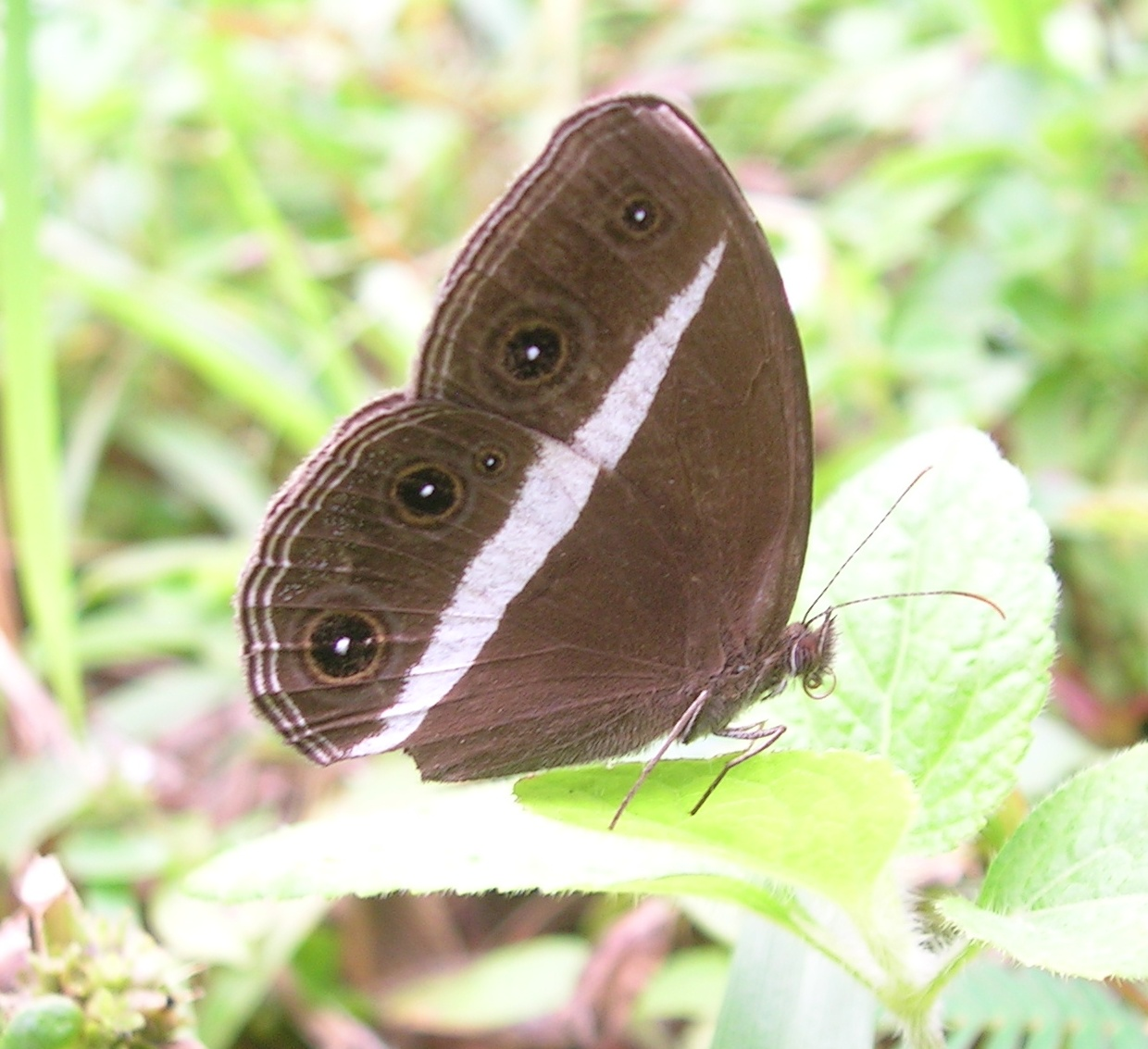
File:Orsotriaena.jpgOrsotriaena medus (Eritina)
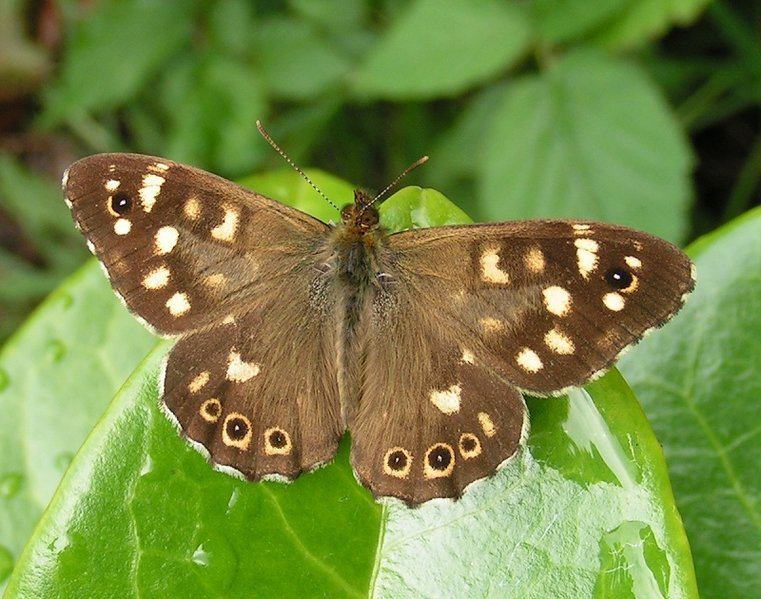
File:Speckled_Wood_butterfly_male.jpgPararge aegeria (Parargina)
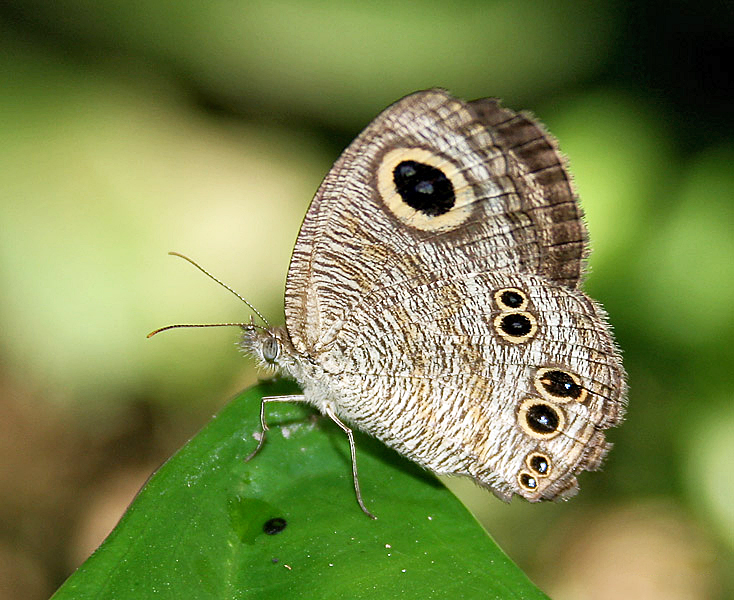
File:Common_Five-ring_(Ypthima_baldus)_I_IMG_9504.jpgYpthima baldus (Ypthimina)